# اپل
اپل (به انگلیسی: Apple Inc.) یک شرکت فناوری چندملیتی آمریکایی است که در زمینهٔ طراحی، توسعهٔ فناوری و تولید انواع لوازم الکترونیکی مصرفی، نرم‌افزار، سخت‌افزار رایانه و ارائه خدمات برخط (آنلاین) فعالیت می‌کند. این شرکت نخست با نام شرکت رایانه‌ای اپل (.Apple Computer Inc) در شهر کوپرتینو واقع در درهٔ سیلیکون ایالت کالیفرنیا تأسیس شد.
این شرکت در دهه ۱۹۷۰ با معرفی ریزرایانه‌های اپل I، اپل II، اپل III و پس از آن مکینتاش به بازار، به آغاز و گسترش رایانه شخصی کمک نمود.
اپل معمولاً به تولید سخت‌افزارهای نوآورانه و دارای طراحی و کیفیت بالا معروف است. از محصولات سخت‌ افزاری این شرکت می‌توان آی‌پد، آی‌مک، مک‌بوک، آی‌پاد، آیفون، اپل ویژن، اپل واچ و اپل تی‌وی و ایرپادز نام برد.
همچنین این شرکت در زمینهٔ تولید نرم‌افزار هم فعالیت دارد. آی‌تیونز، آی‌لایف، آی‌ورک و سیستم‌عامل مورد استفاده در رایانه‌های این شرکت (مک‌اواس) نمونه‌هایی از فعالیت نرم‌افزاری این شرکت هستند.
مدیریت اجرایی این شرکت برعهده استیو جابز بود که یک ماه پیش از مرگ خود از ریاست این شرکت کناره‌گیری کرد و به جای آن تیم کوک ریاست این شرکت بر عهده گرفته‌است. استیو جابز همراه با استیو وازنیک و رونالد وین این شرکت را بنیان‌گذاری کردند. رونالد وین در کمتر از دو هفته پس از تأسیس این شرکت، سهام خود به جابز و وازنیاک واگذار کرد.
اولین مدل گوشی آیفون در سال ۲۰۰۷ توسط خالق خود یعنی استیو جابز رونمایی شد؛ بخش موبایل اپل سال‌ها قبل شروع به فعالیت کرده بود و با شرکتی به نام موتورولا همکاری داشت، اما نتیجه همکاری این دو شرکت برای اپل مورد قبول نبود و با تصمیم و اصرار استیو جابز، سری گوشی‌های هوشمندی به نام آیفون طراحی شد و به بازار ارائه کردند.
اولین مدل‌های آیفون چنان موفق شدند که باعث شد بسیاری از شرکت‌های طراحی گوشی، محصولات جدید خود را از گوشی‌های آیفون الگوبرداری کنند. این الگوبرداری در بسیاری از شرکت‌های چینی که در تولید گوشی‌های هوشمند فعالیت می‌کنند، به وضوح دیده می‌شود.
شرکت اپل در سال ۲۰۱۷ برای دهمین سال متوالی، عنوان تحسین شده‌ترین شرکت فناوری اطلاعات در جهان به خود اختصاص داد.
این شرکت از سوی مجله فوربز، یکی از مشهورترین مجله‌های اقتصادی آمریکا و جهان برای هشتمین سال پیاپی (از ۲۰۱۱ تا ۲۰۱۸) به عنوان با ارزش‌ترین برند جهان انتخاب شد.
در اوت ۲۰۱۸ ارزش سهام شرکت اپل در بازار از مرز یک تریلیون دلار گذشت. این نخستین‌بار بود که مجموع ارزش سهام یک شرکت به چنین سطحی می‌رسید و به این ترتیب اپل به نخستین شرکت در جهان با ارزشی بیش از ۱ تریلیون دلار تبدیل شد. در اوت ۲۰۲۰ اپل، نخستین شرکت خصوصی شد که ارزش آن به ۲ تریلیون دلار می‌رسید، در ۳ ژانویه ۲۰۲۲، اپل اولین شرکت بود که به ارزش بازار ۳ تریلیون دلار — بیشتر از تولید ناخالص داخلی بریتانیا — رسید.
در سال ۲۰۱۹ حسب اعلام فهرست فورچون جهانی ۵۰۰ با حدود ۲۳ درصد افزایش سوددهی، میزان سوددهی این شرکت به ۵۹ میلیارد و ۵۳۱ میلیون دلار رسید که پس از شرکت ملی نفت عربستان سعودی با نام سعودی آرامکو در جایگاه دوم سودآورترین شرکت بین‌المللی سال ۲۰۱۹ قرار گرفت. به‌علاوه از لحاظ درآمد در رتبه ۱۱ و از نظر مجموع دارایی‌ها در رتبه ۸۰ فهرست مذکور قرار گرفت.
فیل اسکیلر، سرپرست بازاریابی اپل و کوین لینچ، معاون بخش فناوری اپل است.

## تاریخچه

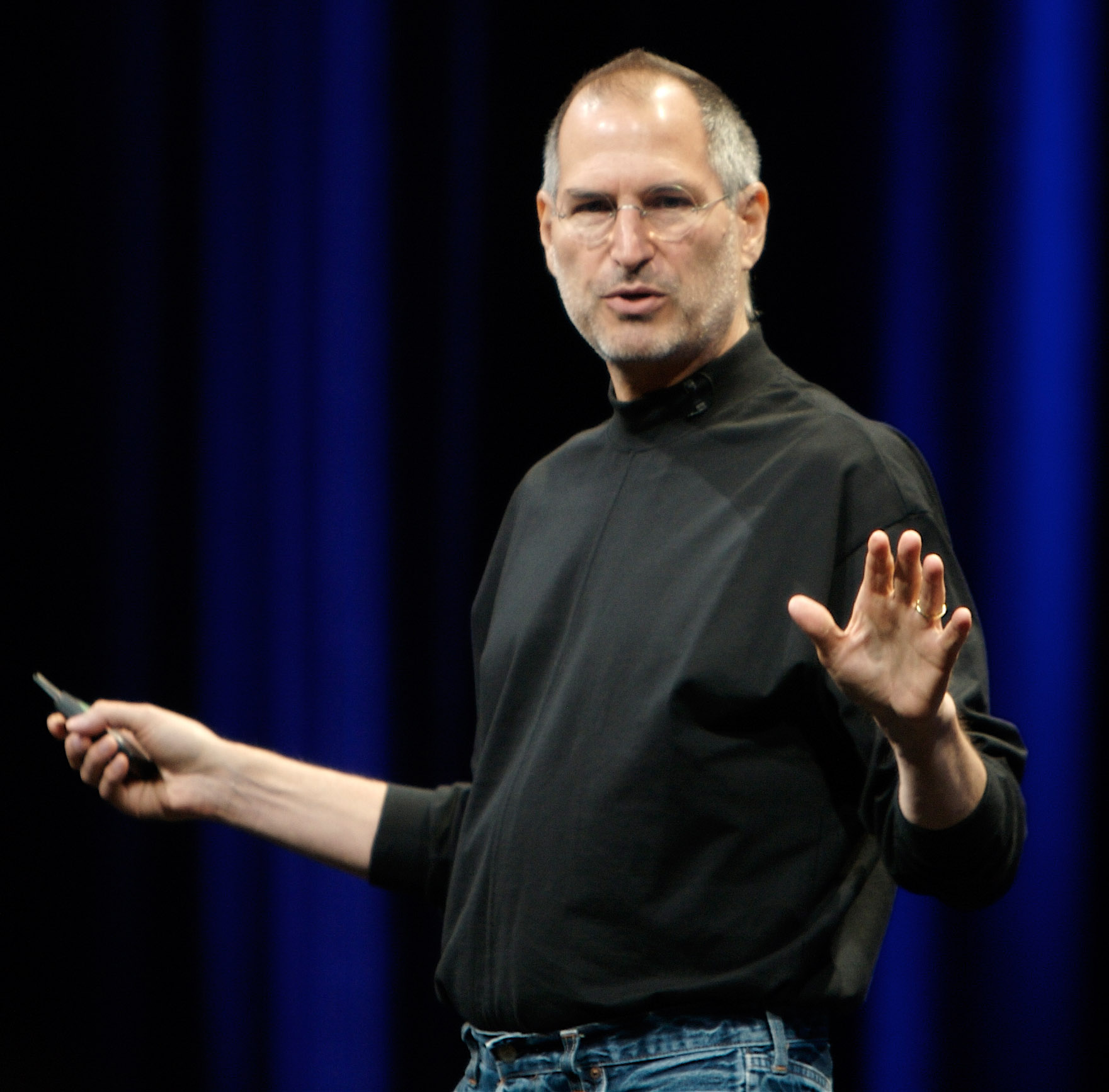
استیو جابز بنیان‌گذار شرکت اپل

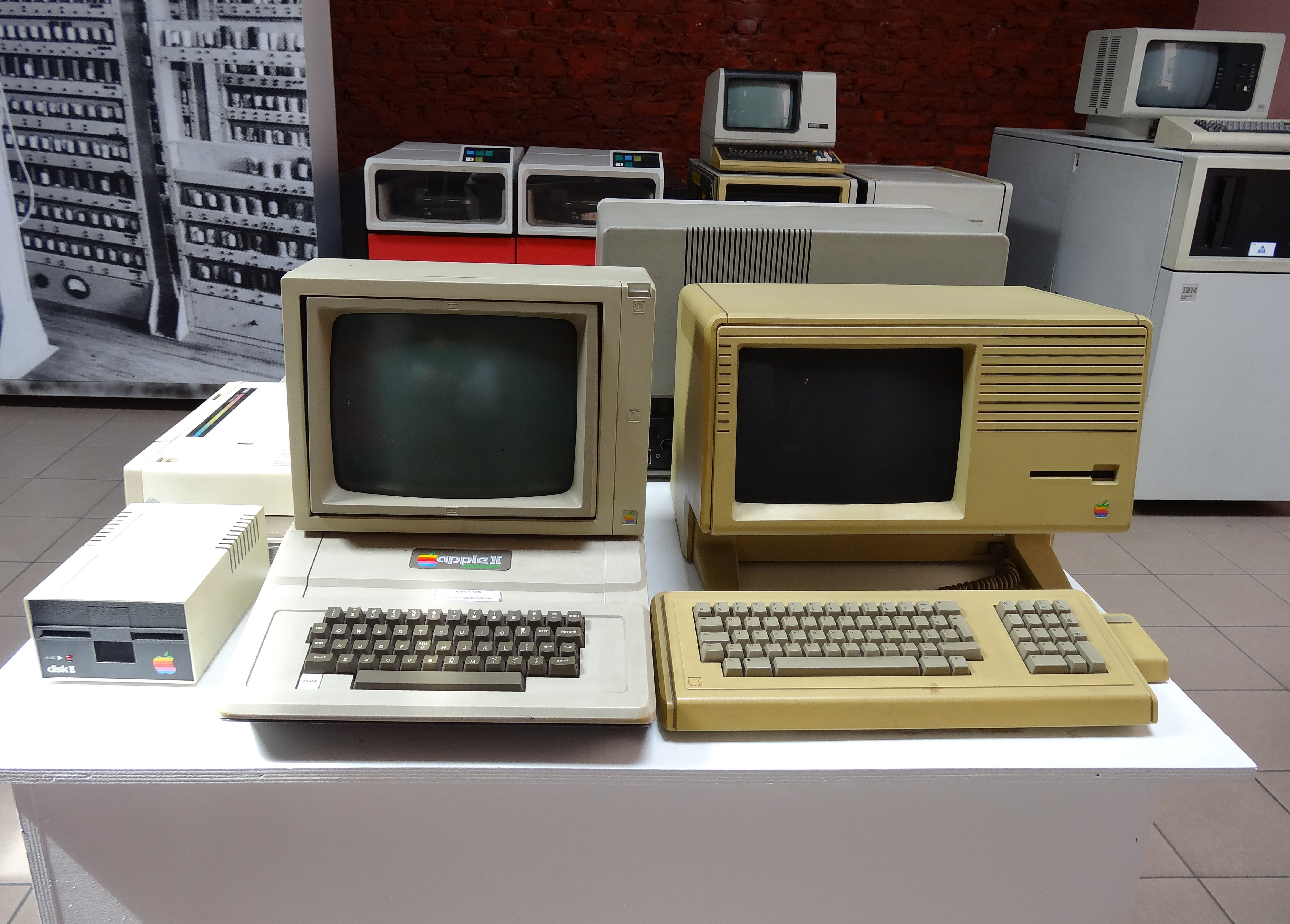
در سمت راست کامپیوتر اپل II و در سمت چپ اپل لیسا

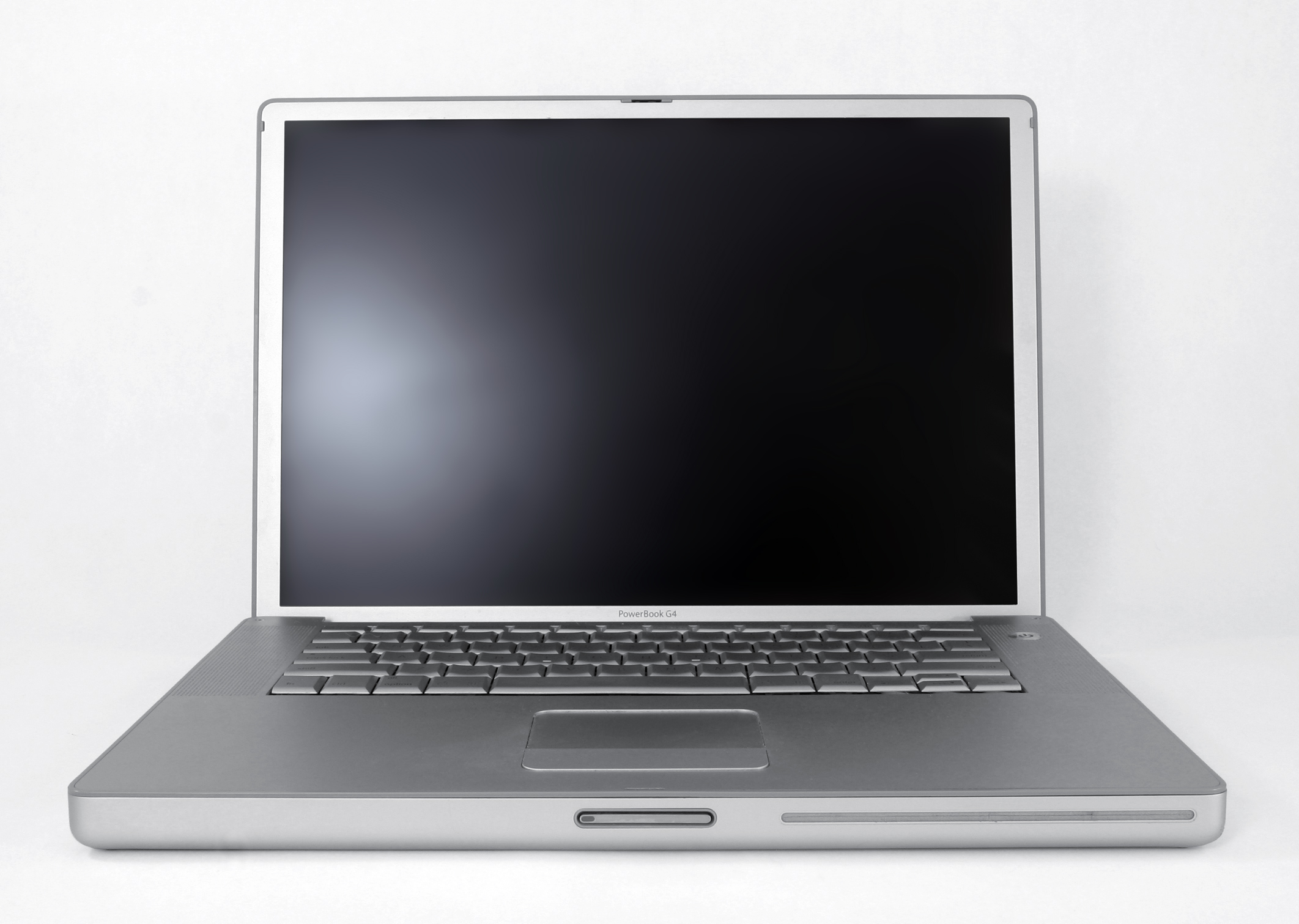
آخرین نسل پاور بوک (پاور بوک G4)

### بنیان‌گذاری اپل (۱۹۷۶ تا ۱۹۸۰)
شرکت اپل در سال ۱۹۷۱ با دوستی استیو وازنیک ۲۱ ساله مهندس رایانه و استیو جابز ۱۶ ساله متولد شد به‌طوری‌که با گذشت شش سال از آشنایی این دو نفر در سال ۱۹۷۷ این شرکت با معرفی رایانه شخصی اپل I که در گاراژ خانه جابز به صورت دستی ساخته شده بود رسماً با نام تجاری Apple Computer Inc به بازار تکنولوژی وارد شد و توانست ظرف مدت کوتاهی با فروش تعدادی از این مدل رایانه شخصی، اعتباری برای خود دست و پا کند. بلافاصله در سال ۱۹۷۷ اپل نوع دیگری از رایانه شخصی یعنی اپل II را وارد بازار کرد که به دلیل مجهز بودنش به فلاپی درایو ۵٫۲۵ اینچی از رقبای دیگر خود در آن دوره نظیر کمودور پی‌ای‌تی که از نوار مغناطیسی برای ذخیره‌سازی اطلاعات استفاده می‌کرد، پیشی گرفت. در سال ۱۹۸۰ اپل سعی کرد با معرفی مدل اپل III که به نوعی بهینه شده سری اپل II به‌شمار می‌آمد با بزرگ‌ترین رقیب آن دوره یعنی آی‌بی‌ام که با تجهیز رایانه‌های خود به سیستم‌عامل داس توانسته بود سهم زیادی از بازار فروش را به خود اختصاص دهد، وارد رقابت جدی شود اما به دلیل ایراداتی که در طراحی این مدل وجود داشت مجبور شد تا صدها دستگاه از اپل III فروخته شده را به شرکت برگردانده و از همین‌جا با تعیین و تشخیص راه‌حل‌های ممکن برای رفع مشکل مدل اپل III ایده ساخت مدلی تازه خلق شد.

### لیساومکینتاش(۱۹۸۱ تا ۱۹۸۹)
در سال ۱۹۸۳ اپل با ارائه مدل «لیسا» که نخستین رایانه مجهز به ماوس و سیستم‌عامل دارای واسط گرافیکی، آیکون‌ها و پنجره‌ها بود توانست انقلابی بزرگ در زمینه رایانه‌های شخصی به وجود آورد. پس از آن در سال ۱۹۸۴ سیستم‌عامل مکینتاش توسط اپل در حالی روانه بازار شد که تبلیغات بسیار گسترده‌ای برایش انجام گرفته بود. ظهور مکینتاش و ارائه نسخه‌های مختلف برنامه‌های نشر رومیزی توسط شرکت ادوبی (Adobe) نظیر PageMaker و بعدها برنامه ساخت انیمیشن موجب شد تا مکینتاش در بین انتشارات و سازندگان فیلم و موسیقی طرفداران بسیاری پیدا کند. بسیاری از نرم‌افزارهای مشهور کنونی مانند مایکروسافت ورد و ادوبی فوتوشاپ نخستین‌بار برای رایانه مکینتاش نوشته شدند.
اواسط دهه ۱۹۸۰ اپل دارای دو دپارتمان بود: یکی روی سری‌های اپل II که خاص کاربران خانگی بود و دیگری روی سیستم‌های مکینتاش که مخصوص کاربران حرفه‌ای طراحی شده بود و به نوعی روی این دو دپارتمان تحقیقات بسیاری را انجام داد اما با تمام این تلاش‌ها و تحقیقات مکینتاش نتوانست به سهم بازاری مشابه دهه ۷۰ رایانه‌های اپل II دست پیدا کند، اما همچنان به رقابت خود با رایانه‌های آی‌بی‌ام ادامه داد. (مکینتاش (سیستم Unix) با مک او اس فرق دارد).

### دوران طلایی (۱۹۸۹ تا ۱۹۹۱)
ارائه مدل تازه ای از رایانه‌های قابل حمل توسط اپل در سال ۱۹۸۹ به نام Macintosh Portable کلید خورد و پس از آن نوت بوک PowerBook وارد بازار شد. نوت بوکی که با همکاری شرکت سونی و به‌کارگیری باتریهای دو ساعته، صفحه نمایش ۹ اینچی و هارد دیسک ۲۰ مگابایتی به فرمی کاملاً ارگونومیک طراحی شده بود توانست در سال ۱۹۹۱ سود زیادی را نصیب این شرکت کند. این دوران به قدری در دوران کاری اپل سودآور و درخشان به‌شمار می‌آید که از آن به عنوان «دوران طلایی» یاد می‌کنند.

### پاوربوک(۱۹۹۰ تا ۱۹۹۳) و نزول
با یادگیری چند درس دردناک پس از معرفی رایانه حجیم مکینتاش پرتابل در ۱۹۸۹، اپل به طراحی صنعتی روی آورد و استراتژی خود را بر پایه ارائه سه مدل رایانه قابل حمل بنا کرد. یکی از این مدل‌ها توسط سونی (که دارای مهارت در طراحی قطعات الکترونیکی کوچک، بادوام و کارا بود) ارائه شد. PowerBook ۱۰۰ در سال ۱۹۹۱ ارائه شد و استاندارد شکل و ترکیب ارگونومیک رایانه‌های لپ‌تاپ را بنا کرد. این محصول شهرت اپل را به عنوان یک تولیدکنندهٔ با کیفیت هم در زمینه رایانه‌های رومیزی و هم رایانه‌های قابل حمل تثبیت کرد. موفقیت PowerBook و چند محصول دیگر اپل در این مدت باعث افزایش سود مالی شرکت شد. مجله MacAddict سال‌های ۸۹ تا ۹۱ را دوره اول طلایی مکینتاش نامگذاری کرد.
ولی دوره طلایی ادامه پیدا نکرد. مایکروسافت ویندوز یک رابط تازه را به نمایش گذاشت که به عقیده بسیاری از مردم از نظر کارایی به راحتی مکینتاش بود. اپل، مایکروسافت را متهم به کپی‌برداری از روی مکینتاش کرد ولی ویندوز به پیشرفت خود ادامه داد.
در طول دهه ۹۰، اپل خط تولید خود را گسترش داد. اپل تنوع زیادی از محصولات را ارائه می‌داد. هزینهٔ تولید این گوناگونی محصولات از یک طرف و گسترش محبوبیت مایکروسافت ویندوز که با تبلیغات زیادی همراه بود از طرف دیگر منجر شد اپل تا مرز ورشکستگی پیش رود.

### همکاری بزرگ (۱۹۹۴ تا ۱۹۹۷)
در اوایل دهه ۹۰ اپل به این نتیجه رسید که برای باقی‌ماندن در دنیای رایانه باید مکینتاش را بازنویسی کند. احتیاجات کاربران و برنامه‌های رایانه‌ای با سخت‌افزار و سیستم عامل‌های فعلی قابل پاسخگویی نبودند. در سال ۱۹۹۴ اپل طرفداران خود را با اتحاد با رقیب قدیمی خود یعنی آی‌بی‌ام و موتورولا غافلگیر کرد. این یک پیشنهاد برای تولید یک رایانه تازه بود که از سخت‌افزار آی‌بی‌ام و موتورولا و نرم‌افزار اپل استفاده می‌کرد. اپل با اتحاد AIM (Apple IBM Motorola) امید داشت که از مایکروسافت تنها رقیبش جلو بیفتد. پس از آن اپل خط تولید Power Macintosh را راه‌اندازی کرد که از پردازنده PowerPC IBM به جای سری ۶۸k موتورولا استفاده می‌کرد. سیستم‌عامل اپل برای پردازنده تازه بازنویسی شد.
در اواسط دهه ۹۰ اپل بر روی بهبود قابلیت‌های سیستم‌عامل مکینتاش کار می‌کرد، پس از نخستین تلاش برای تغییر کدهای آن اپل به این نتیجه رسید که بهتر است نوشتن یک سیستم‌عامل تازه را آغاز کند و بعد، آن را بر پایه رابط کاربری مکینتاش اصلاح کند. پس از شکست پروژه مشترک با آی‌بی‌ام برای نوشتن سیستم‌عامل تازه، اپل سیستم‌عامل نکست‌استپ را خرید که محصول شرکت استیو جابز بود. این باعث بازگشت جابز به اپل شد. در ۹ ژوئیه ۱۹۹۷ هیئت مدیره اپل جابز را پس از ۱۲ سال ضرر مالی و ارزش سهام پایین به سمت مدیرعامل منصوب کرد. جابز کار خود را به عنوان مدیرعامل موقت آغاز کرد و دست به اصلاحات گسترده‌ای در ساختار اپل زد.

### آغاز دوباره (۱۹۹۸ تا ۲۰۰۵)

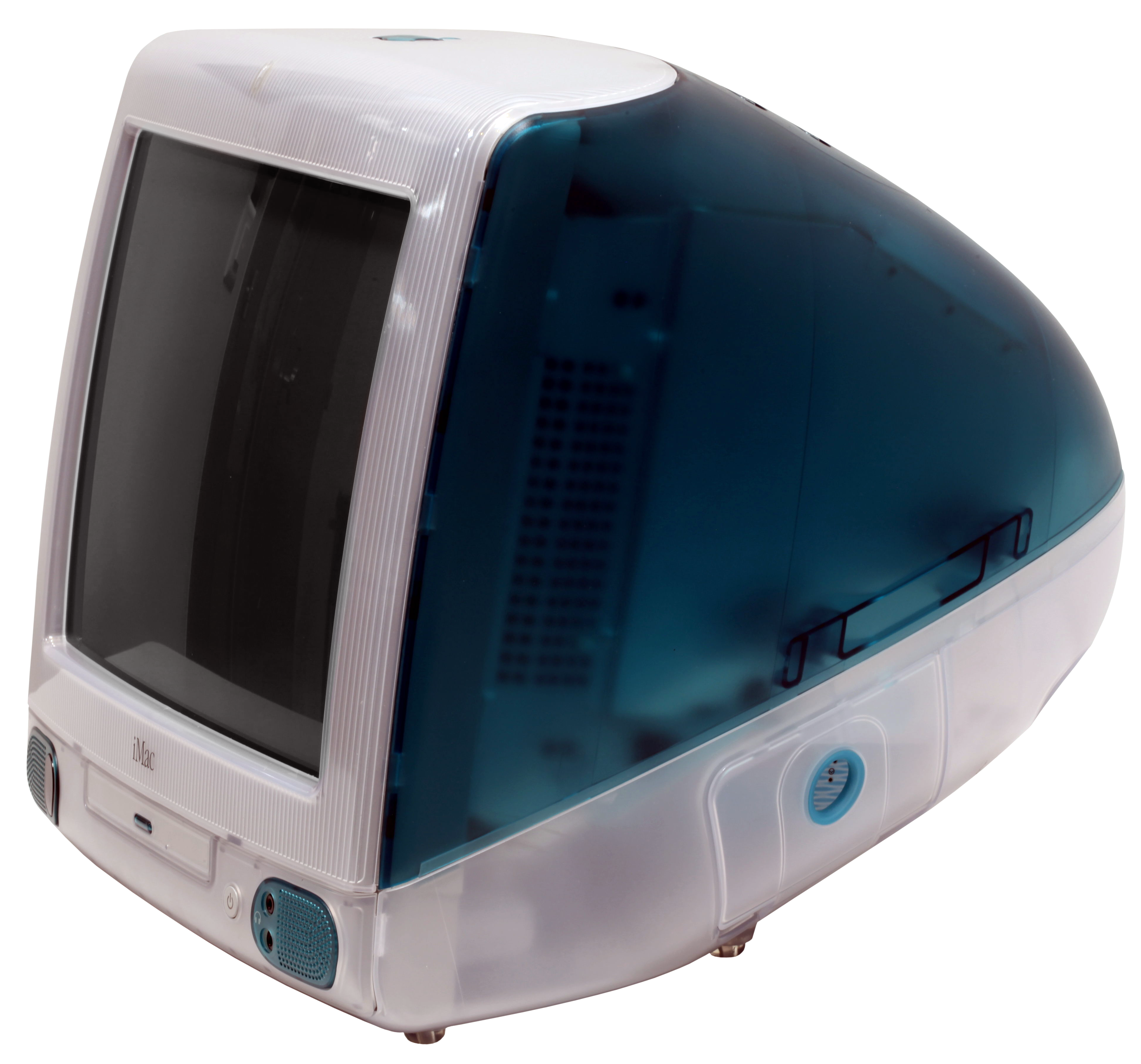
اولین آی‌مک اپل

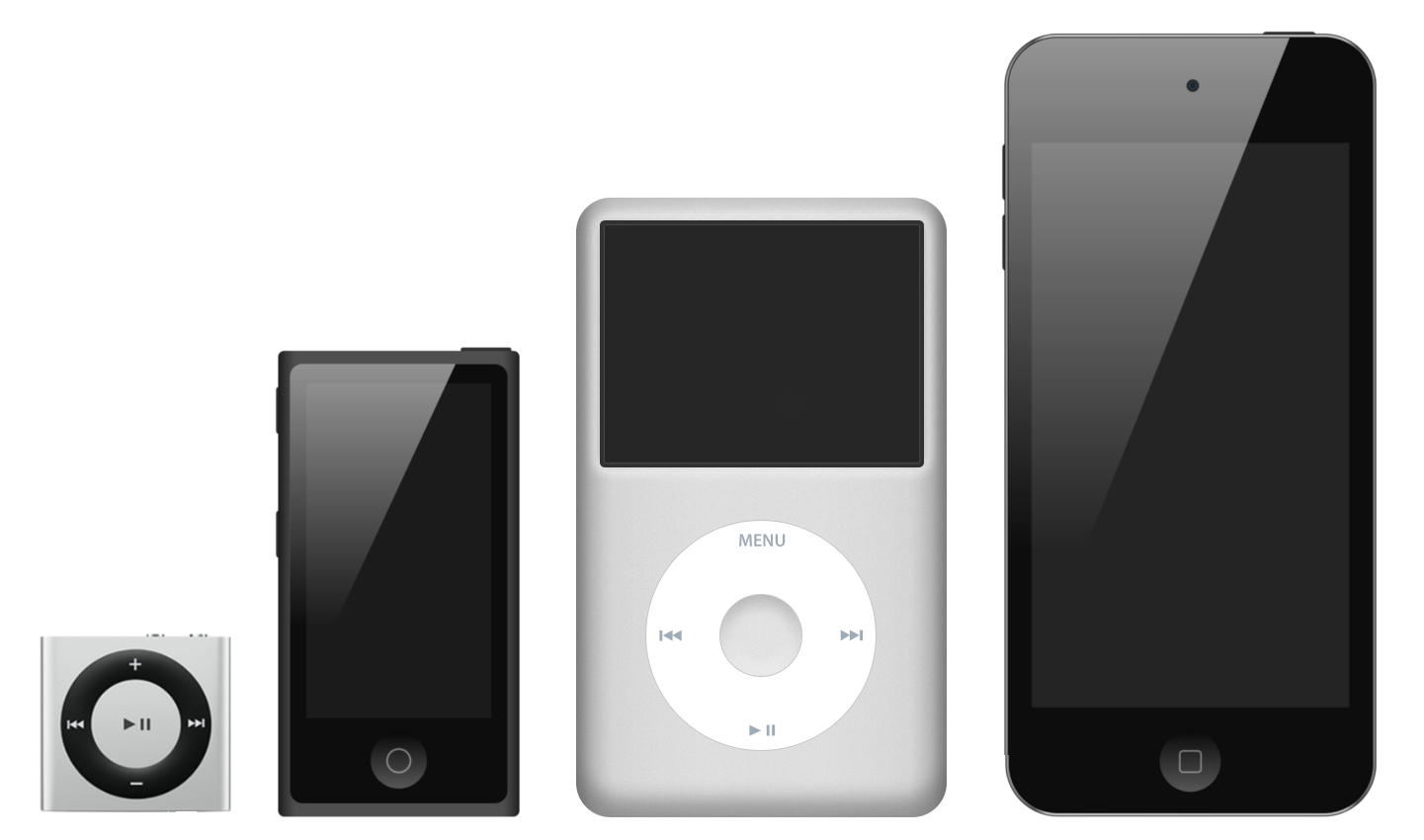
خانواده آی‌پاد

در ۱۹۹۸ یک سال پس از برگشت جابز به شرکت، اپل یک مکینتاش کامل را به نام iMac به بازار معرفی کرد، یک طراحی تازه که بیشتر استانداردهای اپل را مانند SCSI و ADB حذف کرده و به جای آن دو درگاه یواس‌بی قرارداده بود. در حالی که از نظر فنی چندان قابل توجه نبود دارای یک خاصیت ابتکاری تازه بود یعنی پوسته پلاستیکی شفاف که در رنگ‌های آبی و سفید ارائه می‌شد. ۸۰۰٬۰۰۰ سیستم iMac در سال ۹۸ فروخته شد. پس از سال ۹۳ این نخستین سالی بود که اپل به سود می‌رسید.
در سال ۲۰۰۱ اپل سیستم‌عامل Mac OS X را ارائه کرد که بر پایه نکست‌استپ و بی‌اس‌دی بنا شده بود.
OS X بین مشتریان و حرفه‌ای‌ها به ثبات و قابلیت اعتماد بالا همراه با ضریب امنیتی یونیکس و با یک رابط کاربری شناخته شد که استفاده آسان از آن را تضمین می‌کرد. در اواخر ۲۰۰۱ اپل نخستین آی‌پاد که دستگاه پخش دیجیتال موسیقی قابل حمل بود را ارائه کرد. محصولی که با فروش بیش از ۴۲ میلیون به طرز شگفت‌آوری موفقیت‌آمیز بود. آی‌پاد با آی‌تیونز (که برنامه‌ای برای فروش موسیقی به قیمت هر آهنگ ۹۹ سنت است) همراه شد. تا فوریه ۲۰۰۶ بیش یک میلیارد آهنگ قابل بارگیری از اینترنت برای آی‌پاد وجود دارد.
در مارس ۲۰۰۵ اپل پشتیبانی خود را از تکنولوژی تازه بلو-ری سونی اعلام کرد و به Blu-Ray Association پیوست. جابز در ژوین ۲۰۰۵ در یک سخنرانی از فروش رایانه‌های تازه مکینتاش با پردازنده اینتل در ژانویه ۲۰۰۶ خبر داد. وی همچنین گفت که انتقال مکینتاش از پاورپی‌سی به اینتل تا سال ۲۰۰۷ طول خواهد کشید.

### عصراینتل(۲۰۰۶ تا ۲۰۲۰)

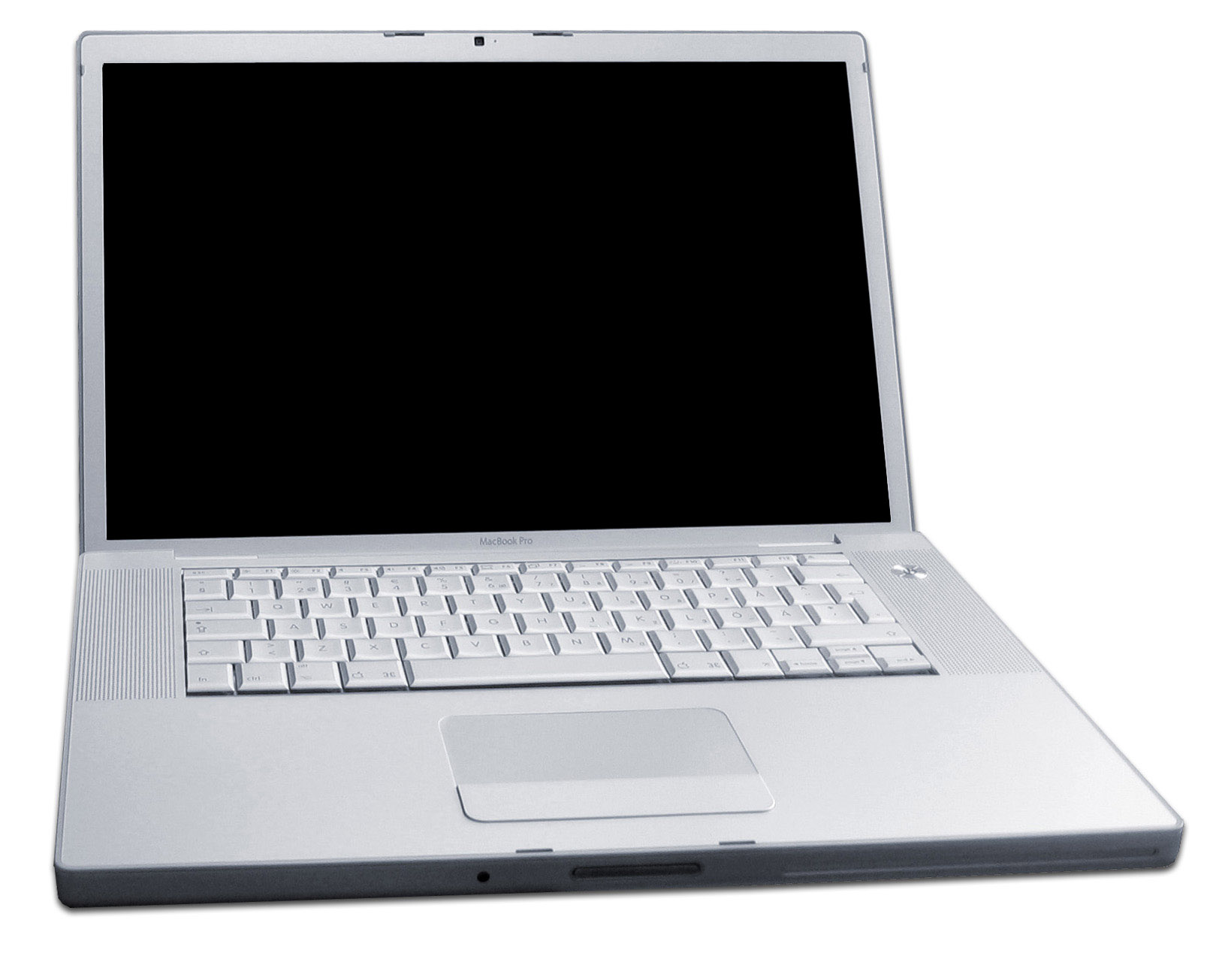
مک‌بوک پرو نخستین لپ‌تاپ معرفی شده توسط اپل مجهز به پردازنده اینتل معرفی شده در سال ۲۰۰۶

اپل در ۱۰ ژانویه ۲۰۰۶ نخستین رایانه‌هایش را با پردازنده اینتل ارائه کرد. لپ‌تاپ تازه مک‌بوک پرو جایگزین سری قدیمی PowerBook شده‌است که حدود ۴ برابر سریعتر است و آی‌مک تازه که ۲ تا ۳ برابر سریعتر شده‌است. هر دو از پردازنده‌های اینتل با تکنولوژی Core Duo استفاده می‌کنند.
مشارکت اپل و اینتل یک اصطلاح تازه را میان کاربران رایانه به وجود آورده‌است، مکتل “Mactel” در جواب عبارت “Wintel” که به رایانه‌هایی که با پردازنده اینتل و سیستم‌عامل ویندوز کار می‌کردند گفته می‌شد ساخته شده‌است. البته این عبارت هیچگاه توسط یک مقام رسمی دو شرکت استفاده نشده‌است و بیشتر در میان طرفداران رواج پیدا کرده‌است.

#### هک شدن برخی سیستم‌ها
شرکت آمریکایی اَپِل روز سه‌شنبه، اول اسفند، ۱۳۹۱ اعلام کرد که «تعداد کمی» از رایانه‌های کارکنان این شرکت هدف حمله هکری قرار گرفته اما «هیچ اطلاعاتی به بیرون درز نکرده‌است.»
به گزارش شبکه خبری سی‌ان‌ان، شرکت اپل طی بیانیه‌ای گفت که این رخنه از طریق یک سایت متعلق به «برنامه‌نویسان خارج از این مجموعه انجام شده‌است.»
به ظاهر هکرها با استفاده از نقطه ضعفی در یک افزونه مرورگر جاوا، موفق به نصب بدافزار خود بر روی دستگاه‌های مَک چند نفر از کارمندان اپل شده‌اند.
در ادامه بیانیه اَپل آمده‌است: «ما در اَپل تعداد اندکی از سیستم‌های آلوده را شناسایی و آن‌ها را از شبکه حذف کردیم. هیچ مدرکی دال بر خروج داده‌های اطلاعاتی از اَپل وجود ندارد.» بیانیه رسمی شرکت اَپل زمان وقوع این حمله هکری را مشخص نکرده‌است.

### حرکت به سمتآرم(از ۲۰۲۱ تا کنون)
سیاست‌های کلی شرکت (که نشئت گرفته از نوع تفکر استیو جابز می‌باشد) بر آن است تا محصولاتی یکپارچه بدون وابستگی به دیگر شرکت‌ها تولید شود. این وابستگی در ارائهٔ پردازنده‌های سری برادول اینتل و در نتیجه عقب افتادن ارائهٔ مک بوکها، خود را نشان داده‌است. از همین رو و نیز به دلیل موفقیت پردازنده‌های مبتنی بر معماری آرم سری Ax مورد استفاده در گجت‌ها شرکت، اپل را به استفاده از پردازنده‌های آرم در رایانه‌های شخصی نموده‌است.

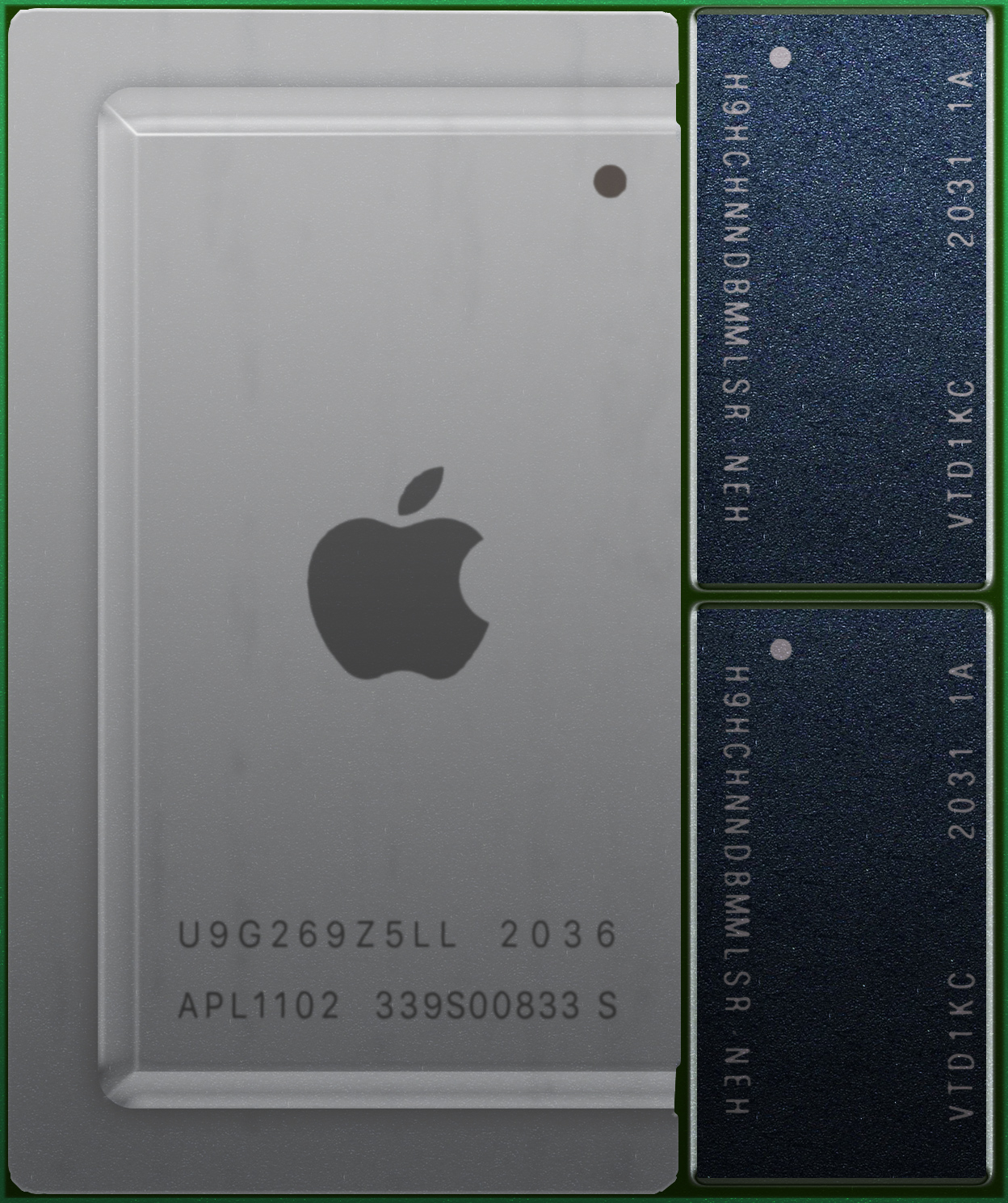
پردازندهٔ Apple Silicon M1

اپل اولین بار پردازنده M1 را با معماری آرم با قدرت مناسب و توان حرارتی پایین‌تر از رقبای خود معرفی کرد و از آنجایی که حافظه رم یکپارچه با CPU داشت بنچمارک‌های بسیار بالایی را به نمایش گذاشت. این پردازنده Mac book air 2021، iMac 2021 ،Mac book pro 2021 و iPad Pro 2021 به کار رفت.
دومین و سومین پردازنده آرم این شرکت با نام‌های M1 pro و M1 Max در سال ۲۰۲۱ در مک بوک پرو این شرکت قرار گرفتند و با تمرکز بر افزایش تعداد هسته با قیمت نجومی حداقل ۲۰۰۰ دلار برای مدل پایه M1 Pro و و حداقل ۳۶۰۰ دلار برای مدل پایه M1 Max معرفی شدند. با اینکه این پردازنده‌ها انقلاب جدیدی در معماری آرم به وجود آوردند ولی با توجه به قیمت نجومی نسبت به رقبای هم قدرت فروش مورد انتظار اپل را برآورده نکردند.
در مراسم WWDC 22 چیپ M2 معرفی شد که نسبت به چیپ M1 18% پردازنده سریع تر و ۳۵٪ کارت گرافیک سریع تری داشت. رم M2 50% پهنای بیشتری دارد و ۴۰٪ موتور عصبی سریع تری دارد.

## محصولات شرکت اپل
شرکت اپل، یکی از بزرگترین شرکت‌های فناوری در جهان، طیف گسترده‌ای از محصولات و خدمات را به بازار عرضه می‌کند که هر یک به نوبه خود تأثیر قابل توجهی بر سبک زندگی دیجیتال کاربران گذاشته‌اند. محصولات این شرکت به چند دسته اصلی تقسیم می‌شوند:

### کامپیوترهای مک:
این دسته شامل رایانه‌های رومیزی (آی‌مک) و لپ‌تاپ‌ها (مک‌بوک) می‌شود. کامپیوترهای مک به دلیل طراحی زیبا، سیستم‌عامل باثبات macOS و عملکرد قدرتمند، به ویژه در میان متخصصان گرافیک، توسعه‌دهندگان نرم‌افزار و تولیدکنندگان محتوا محبوبیت بالایی دارند.

### آیفون:
گوشی‌های هوشمند اپل که با نام آیفون شناخته می‌شوند، نقطه عطفی در تاریخ تلفن‌های همراه بودند. این محصولات با سیستم‌عامل iOS، طراحی منحصر به فرد و اکوسیستم یکپارچه نرم‌افزاری، استانداردهای جدیدی را در این صنعت تعریف کردند. اپل هر سال نسل جدیدی از آیفون را در مدل‌های مختلف مانند استاندارد، پرو و پرو مکس عرضه می‌کند که هر کدام ویژگی‌های خاص خود را دارند. علاقه‌مندان برای خرید گوشی اپل می‌توانند متناسب با نیاز خود از میان این مدل‌ها انتخاب کنند.

### آی‌پد:
تبلت‌های اپل با نام آی‌پد، پلی میان گوشی‌های هوشمند و لپ‌تاپ‌ها هستند. این دستگاه‌ها با صفحه نمایش بزرگ و سیستم‌عامل iPadOS، ابزاری ایده‌آل برای مطالعه، طراحی، تماشای فیلم و انجام کارهای روزمره به شمار می‌روند.

### اپل واچ:
ساعت هوشمند اپل به عنوان یک همراه همیشگی برای پایش فعالیت‌های ورزشی، نظارت بر سلامتی و دسترسی سریع به اعلان‌ها طراحی شده است. اپل واچ با سیستم‌عامل watchOS، به طور یکپارچه با آیفون کار می‌کند.

### ایرپادز:
هدفون‌های بی‌سیم اپل با نام ایرپادز، تجربه شنیداری باکیفیت و اتصال آسان به دستگاه‌های اپل را فراهم می‌کنند. این محصولات به سرعت به یکی از محبوب‌ترین گجت‌های پوشیدنی در جهان تبدیل شدند.

### سرویس‌های دیجیتال:
علاوه بر سخت‌افزار، اپل مجموعه‌ای از خدمات دیجیتال مانند اپ استور (فروشگاه نرم‌افزار)، اپل موزیک (سرویس استریم موسیقی) و آی‌کلاد (فضای ذخیره‌سازی ابری) را ارائه می‌دهد که اکوسیستم این شرکت را تکمیل می‌کنند.

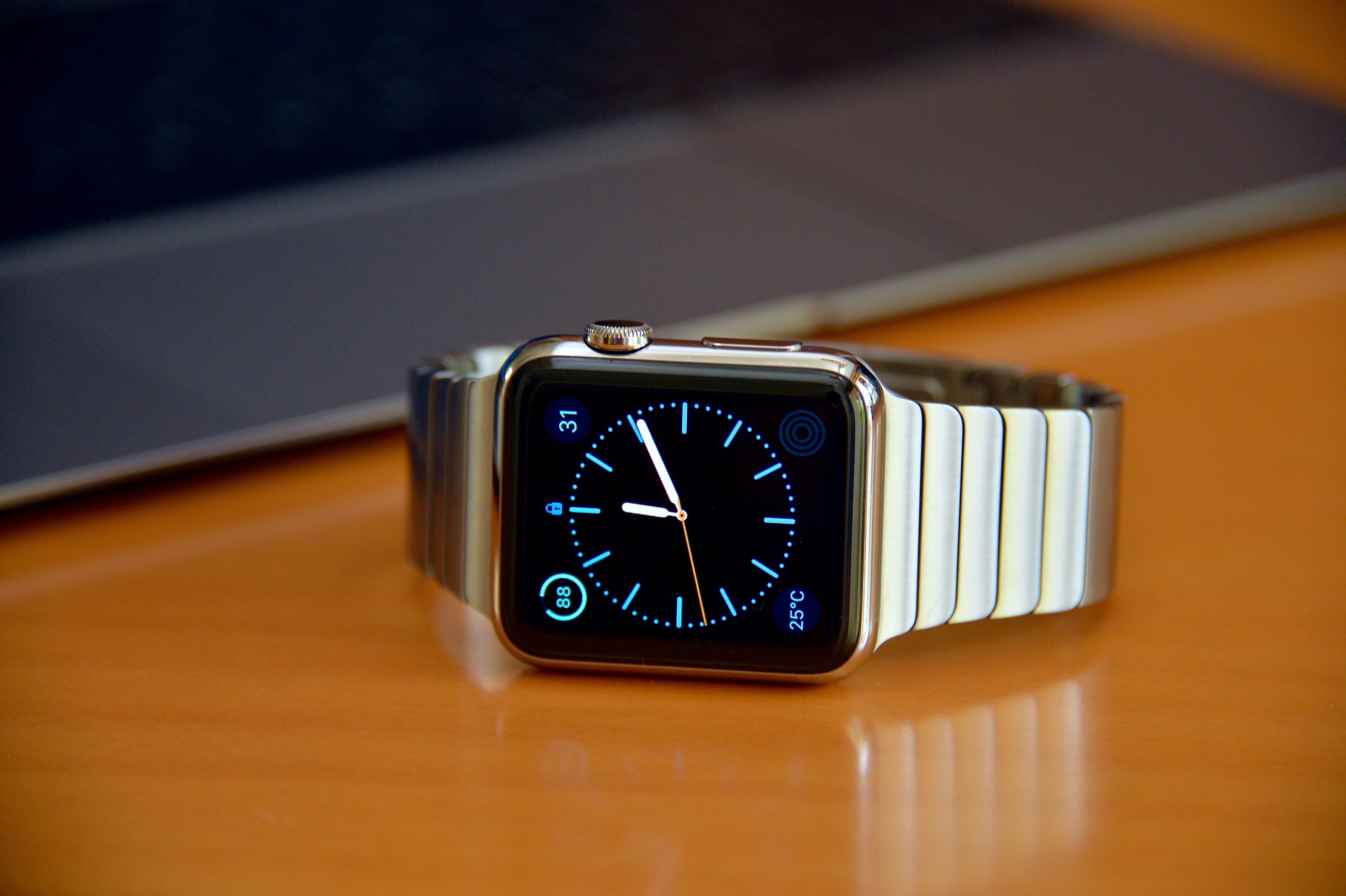
اپل واچ ساعت شرکت اپل
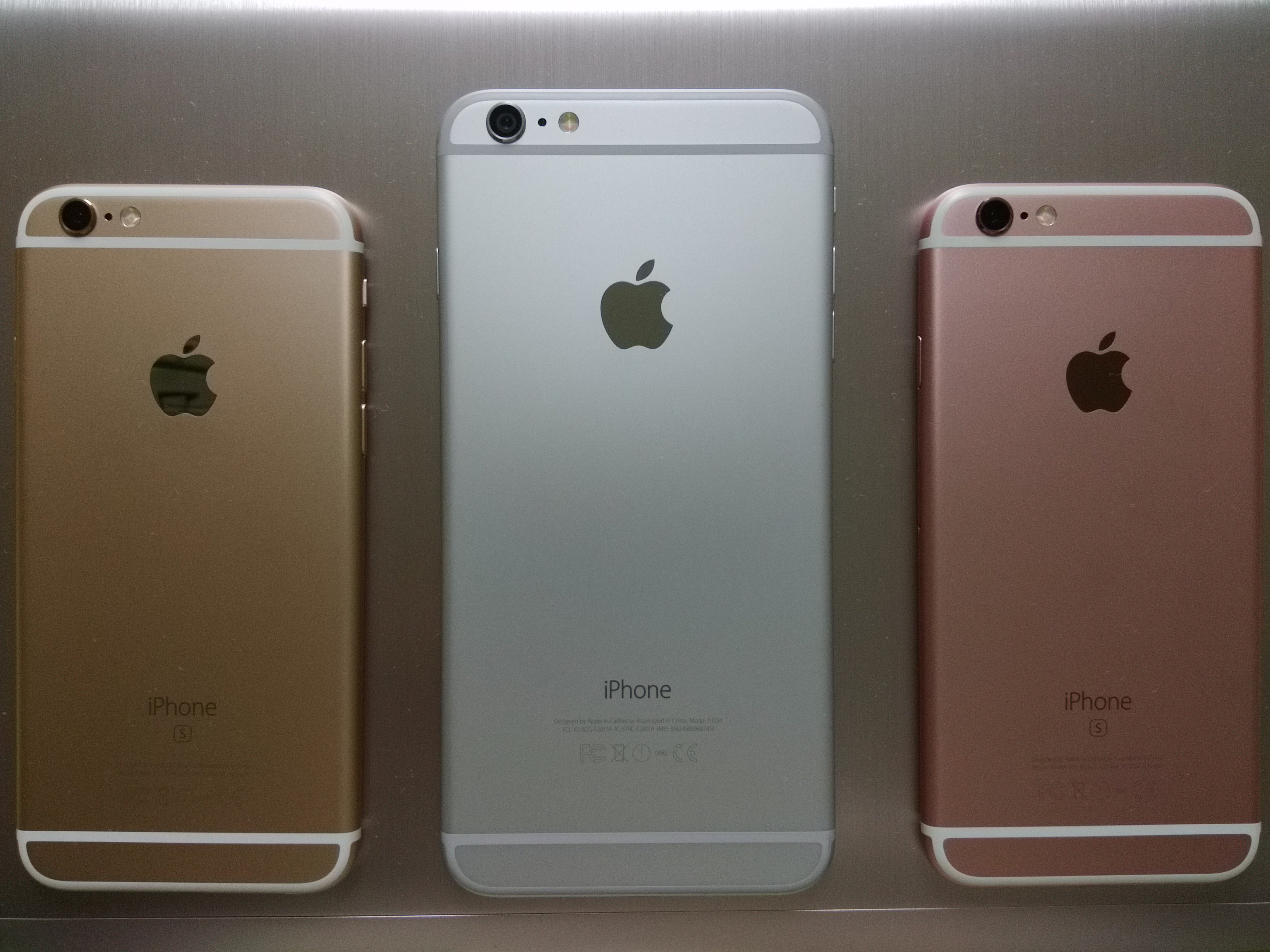
آیفون ۶اس محصول اپل
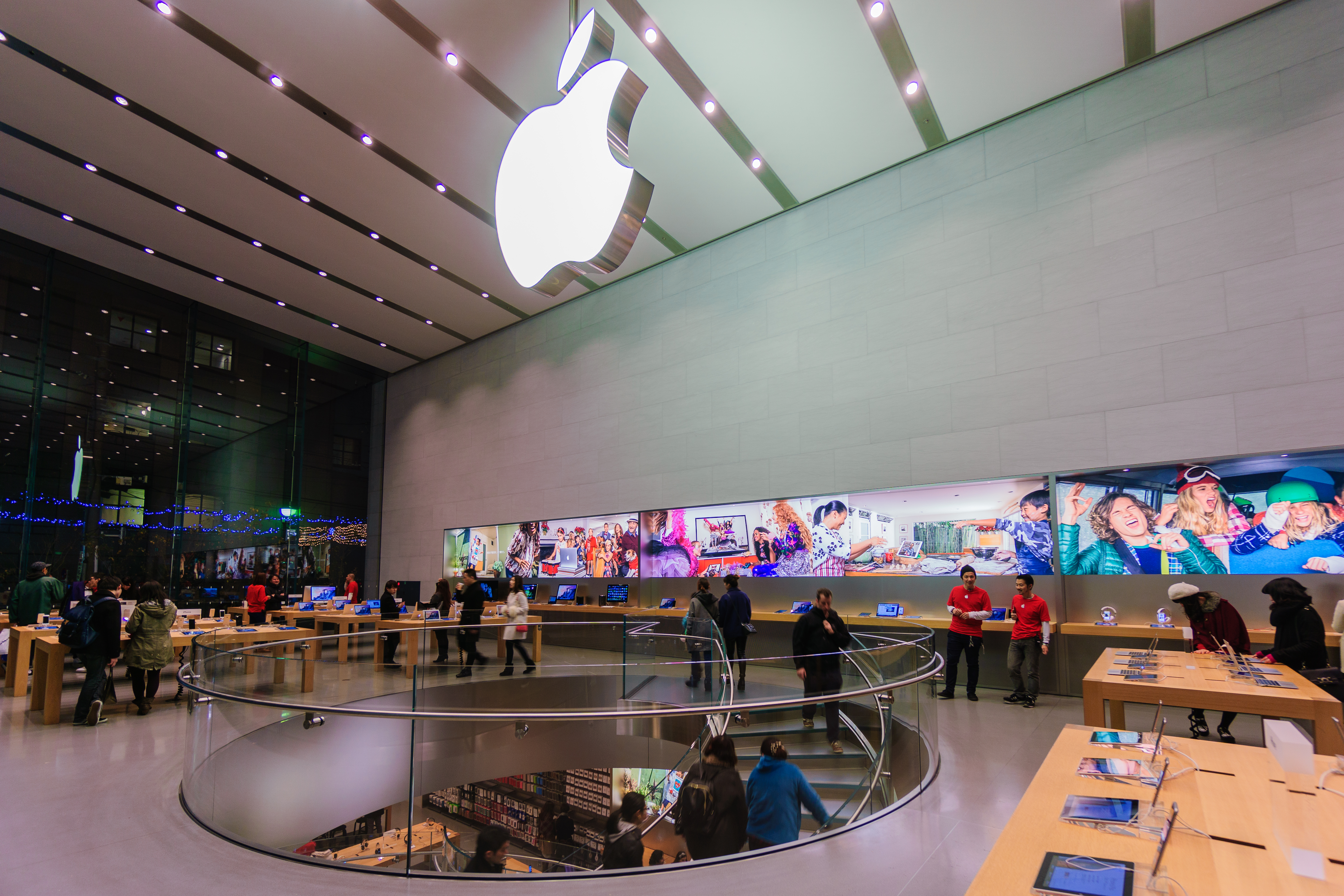
یک اپل‌استور در تایوان
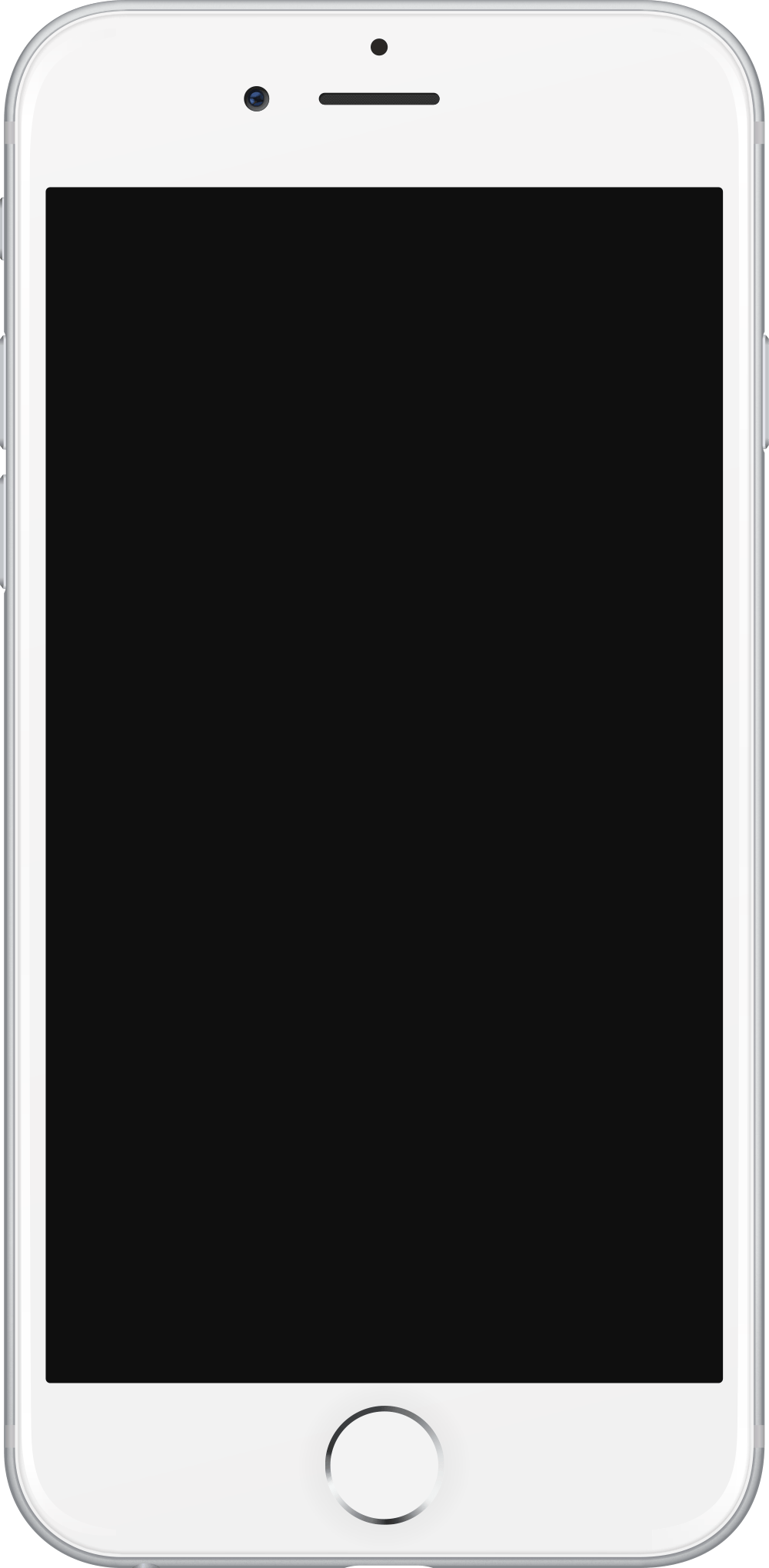
آیفون ۶ محصول اپل
صفحه وب خانگی شرکت اپل با معرفی آیپد
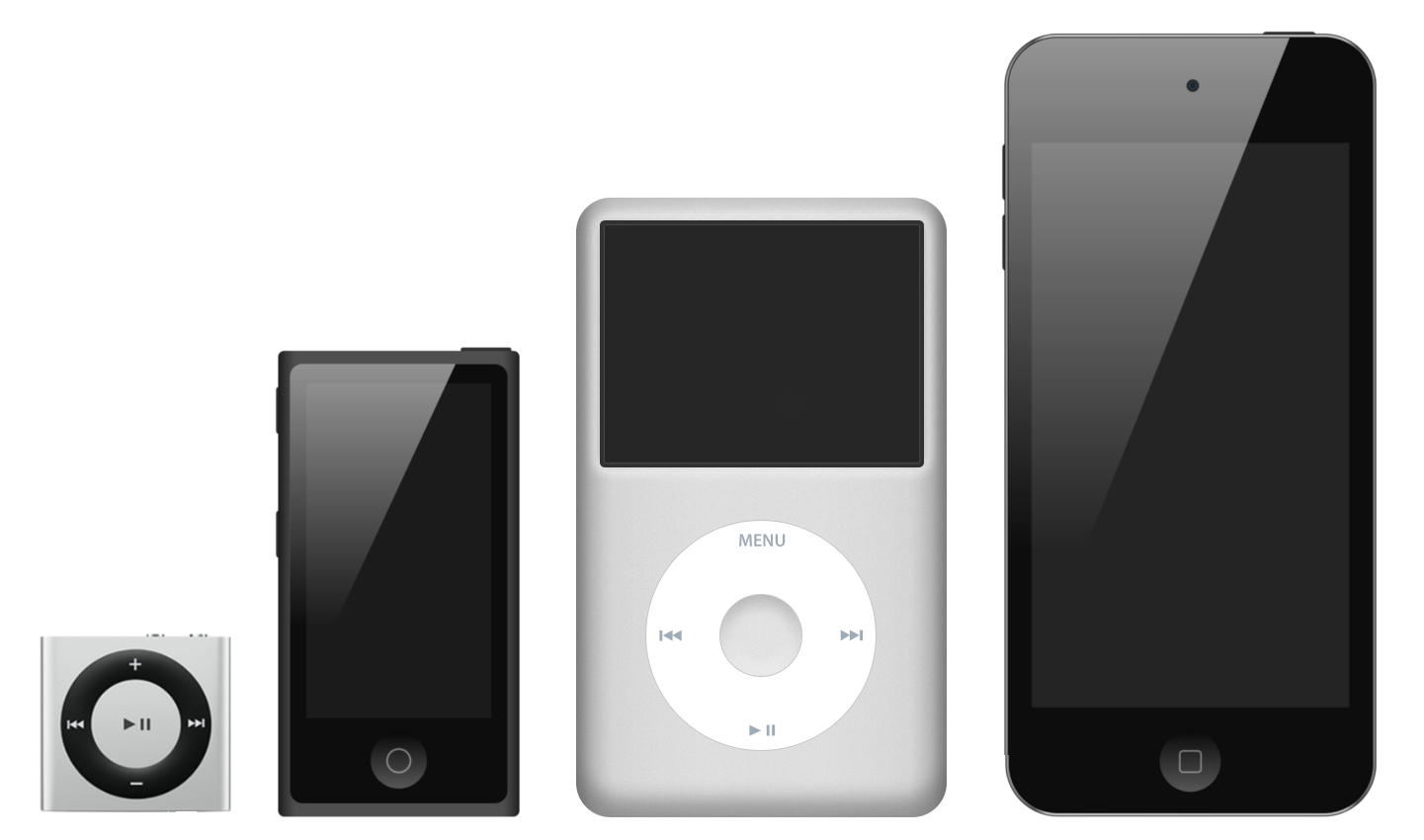
مدل‌های مختلف آی‌پاد
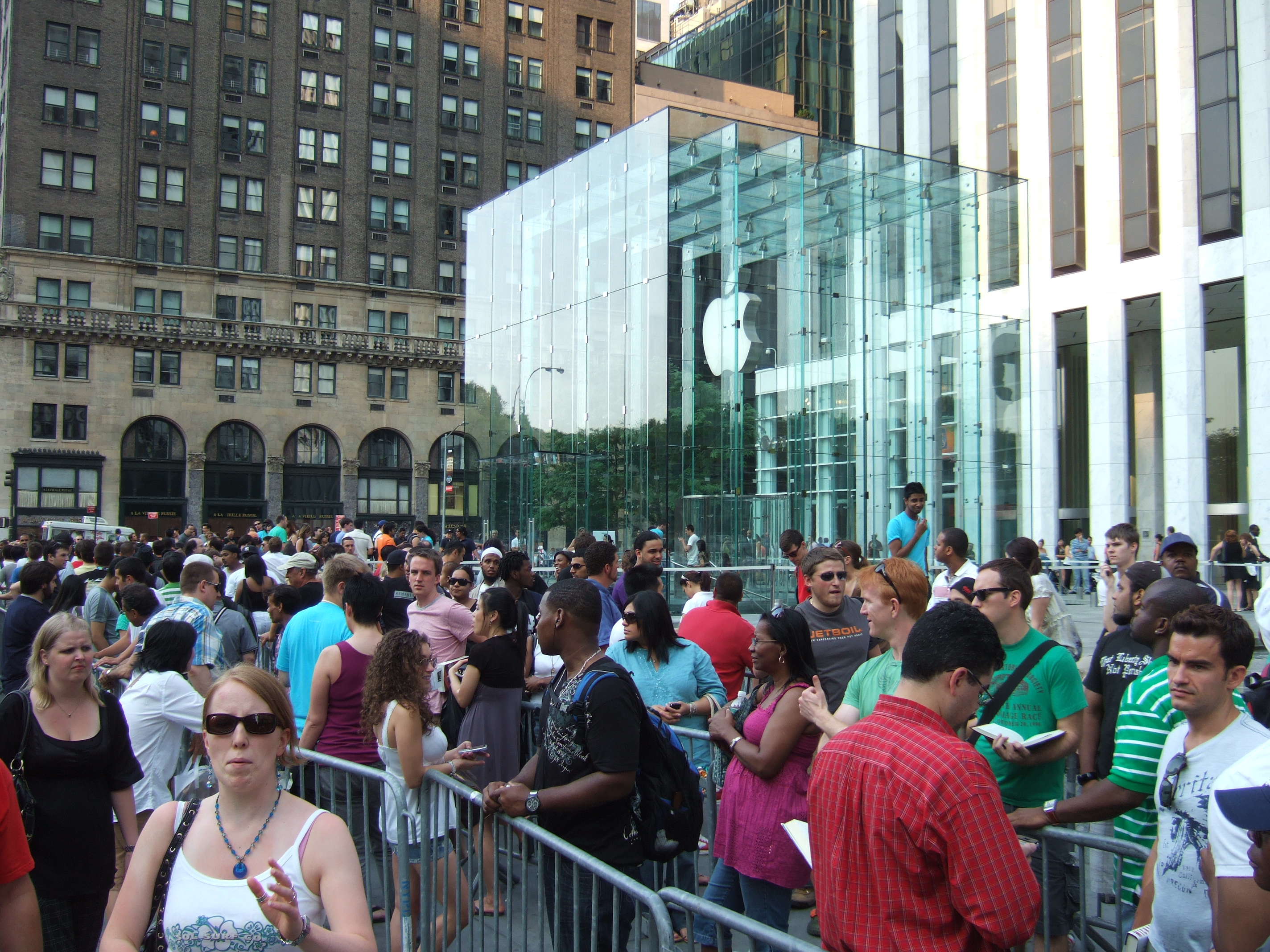
یک اپل‌استور در خیابان پنجم
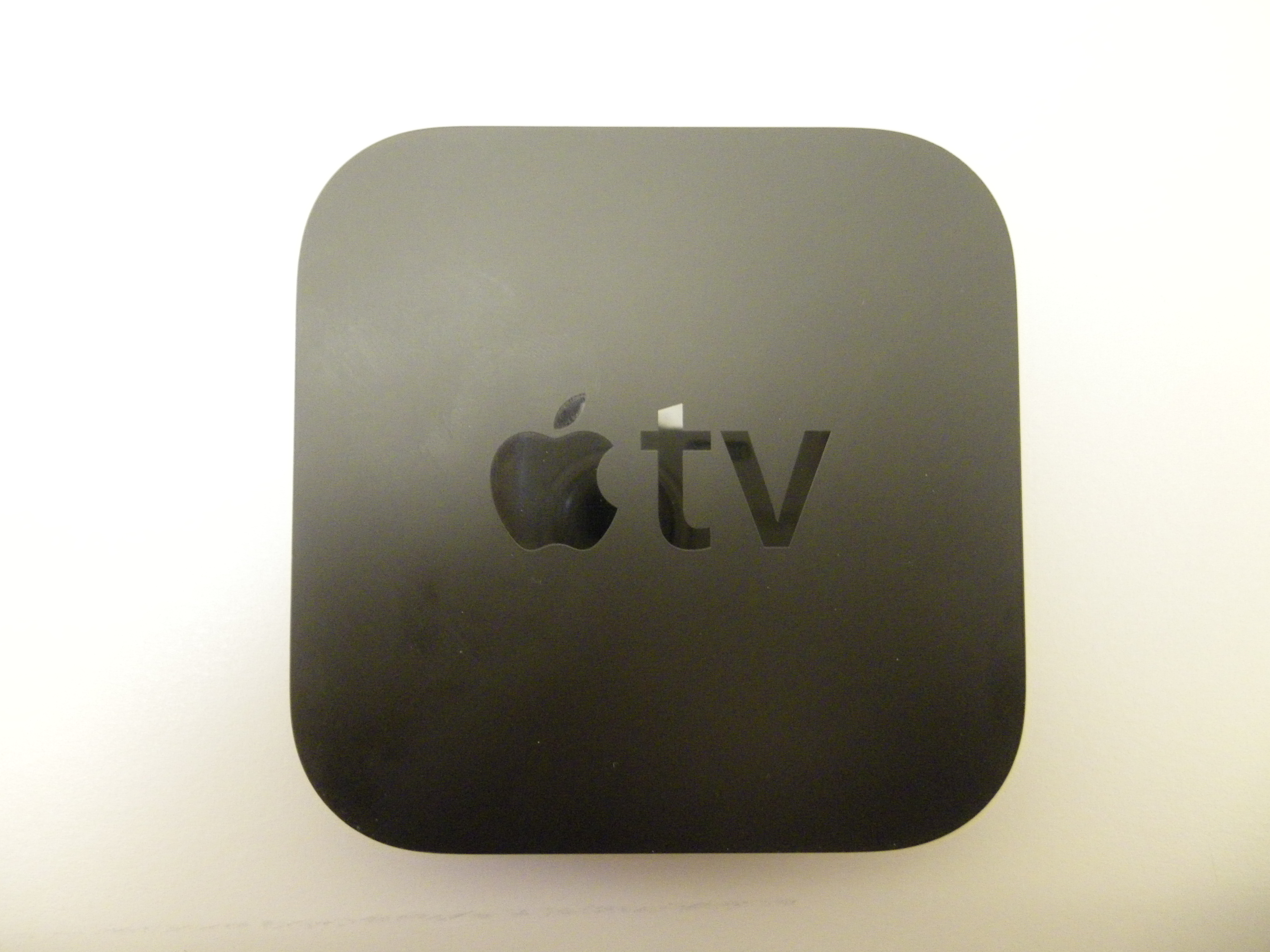
اپل تی‌وی
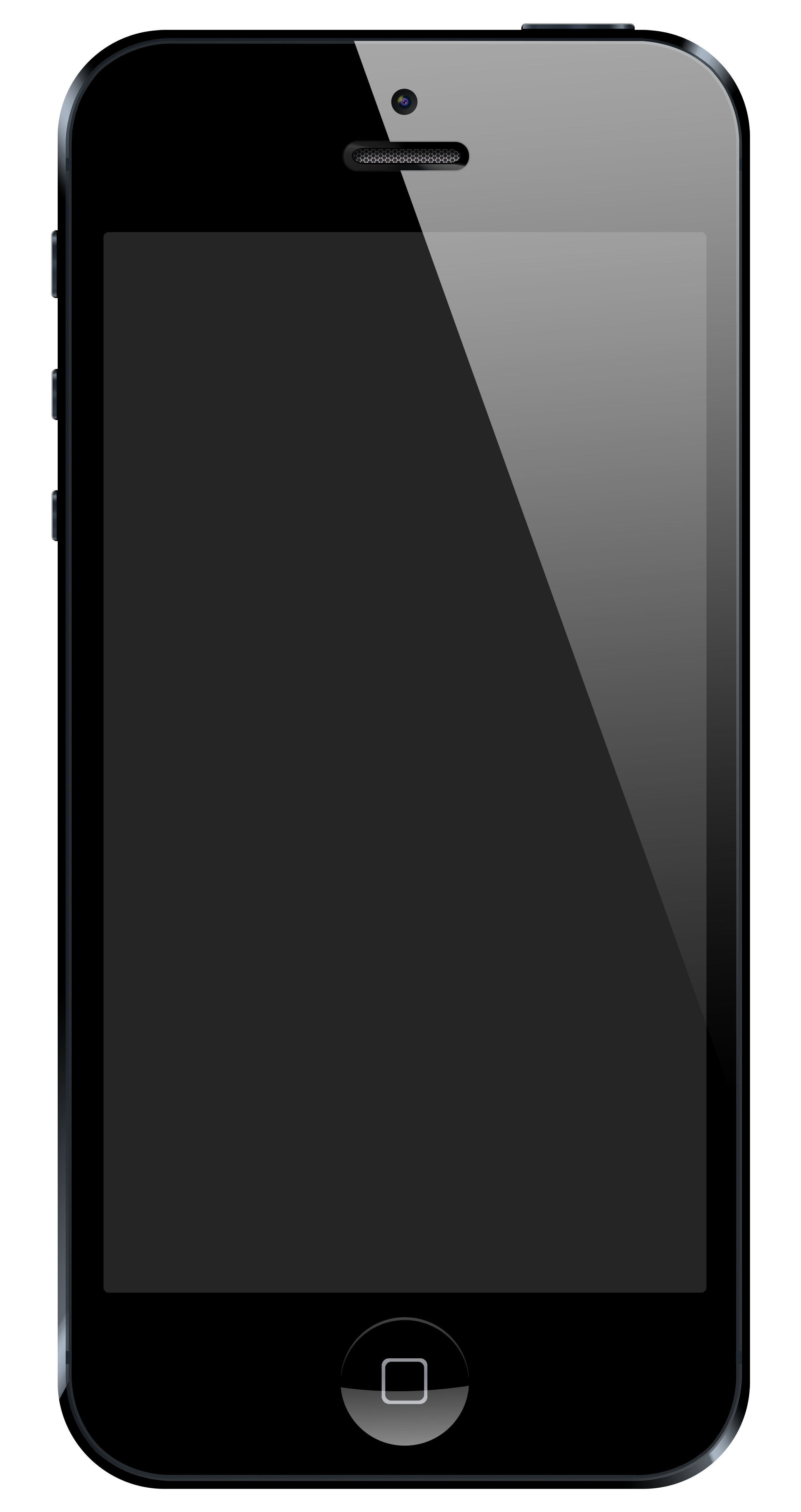
آیفون ۵ محصول اپل
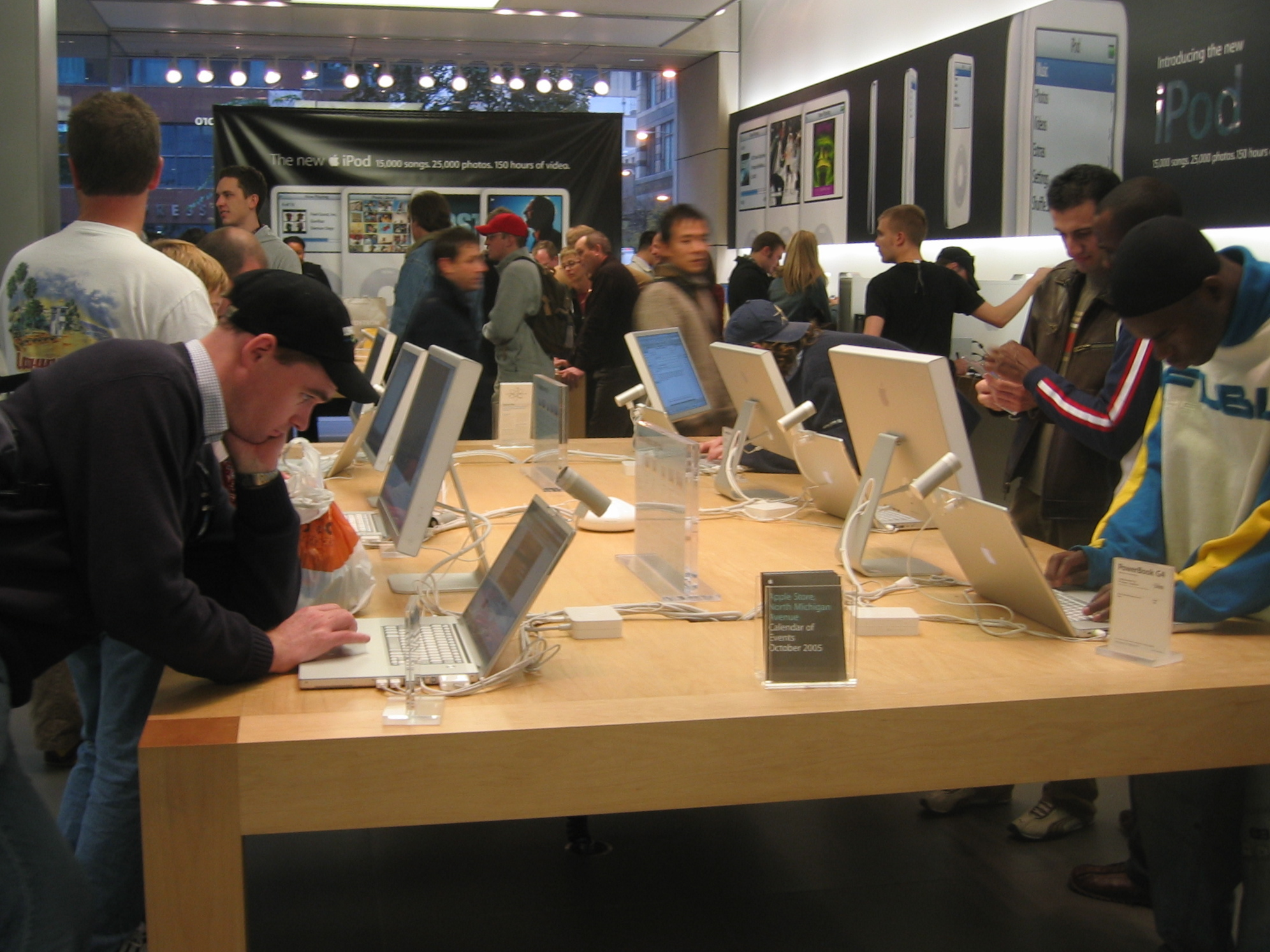
یک اپل‌استور در میشیگان

## امور شرکت

### هیئت مدیره
تا تاریخ ۲۶ اکتبر ۲۰۱۹ افراد زیر اعضای هیئت مدیره اپل اینک. هستند
- آرتور لوینسون (رئیس هیئت مدیره)
- تیم کوک (عضو اجرایی هیئت مدیره و مدیر ارشد اجرایی)
- جیمز ای بل (عضو غیراجرایی هیئت مدیره)
- ال گور (عضو غیراجرایی هیئت مدیره)
- آندره جونگ (عضو غیراجرایی هیئت مدیره)
- رونالد شوگر (عضو غیراجرایی هیئت مدیره)
- سوزان واگنر (عضو غیراجرایی هیئت مدیره)

## نماد اپل
نماد اصلی اپل توسط استیو جابز و رون وین طراحی شد که سِر آیزاک (اسحاق) نیوتن نشان می‌دهد درحالی‌که زیر یک درخت سیب نشسته‌است. هرچند این طرح خیلی زود با طرح مشهور سیب رنگین کمان که یک گاز از کنار آن گرفته شده تعویض شد. این یکی از طرح‌هایی بود که راب جانوف در سال ۱۹۷۷ میلادی طراحی کرده بود.
در سال ۱۹۹۸ نماد اپل تک رنگ شد بدون اینکه رنگ خاصی برای آن به کار رود، برای مثال سیب بر روی PowerMac G۵ و آی‌مک اپل خاکستری است، در Mac OS X به صورت پیش‌فرض آبی است. در صفحه بوت OS X ۱۰٫۳ و OS X ۱۰٫۴ رنگ کرمی دارد و بر روی iBook و PowerBook G۴ و مک‌بوک پرو سفید است. نماد اپل یکی از شناخته شده‌ترین نمادها در جهان است و به‌طور برجسته در تمامی محصولات اپل و فروشگاه‌ها دیده می‌شود.
شرکت اپل تنها سازنده عمده رایانه‌های شخصی است که رایانه‌های غیر سازگار با آی‌بی‌ام تولید می‌کند. 

## خدمات اپل در ایران
خدمات فروش و پشتیبانی محصولات شرکت اپل در ایران به‌صورت رسمی غیرمجاز بود و تا تاریخ ۲ شهریور ۱۳۹۲ شرکت اپل از ارائهٔ خدمات فروش رسمی و خدمات پس از فروش به مشتریان ایرانی امتناع می‌کرد و پس از اعلامیهٔ دفتر کنترل دارایی‌های خارجی که زیرمجموعه وزارت خزانه‌داری ایالات متحده آمریکا است، مبنی بر عدم تحریم خدمات ارتباطی به ایران، شرکت اپل پس از سه ماه تأخیر در تاریخ ۲ شهریور ۱۳۹۲ در وب‌سایت رسمی‌اش ایران را از فهرست کشورهای مورد تحریم حذف کرد.
در اوت ۲۰۱۷، اپل اعلام کرد اپلیکیشن‌های ایرانی را براساس تحریم‌های آمریکا علیه ایران، از سرویس اپ‌استور خود حذف می‌کند. بر اساس گزارش دویچه وله، ۱۹ اپلیک‍یشن که برخی از آن‌ها از نام‌دارترین اپلیکیشن‌های استارت‌آپ‌های ایرانی هستند از اپ‌استور حذف شده‌اند.
روز ۲ شهریور ۱۳۹۹، علی خامنه‌ای، رهبر جمهوری اسلامی به دولت دستور داد که با واردات «گوشی لوکس آمریکایی» برخورد کند. او با ابراز نگرانی از واردات گوشی آیفون گفت: در سال ۹۸ نیم میلیارد دلار صرف واردات این گونه گوشی شده که به گفته او «هیچ نیازی» به آن نیست. وی تأکید کرد که این واردات توسط بخش خصوصی انجام شده اما دولت باید جلوی آن را بگیرد.
ساعاتی پس از انتشار این دستور، اکانت روسی او در توییتر، چند توییت از طریق آیفون منتشر کرد و همین سخنان را نوشت.
در ابان ماه سال 1403 مجلس شورای اسلامی نرخ 15 الی 30 درصدی رو برای ریجستری این کالای امریکایی تصویب کرد و دوباره واردات این تلفن همراه محبوب از سر گرفته شد.

## نقض حقوق کارگران
بنابر گزارشی در سال ۲۰۰۶، ۲۰۰ هزار کارگر در یک کارخانه تولیدکننده محصولات اپل در چین، واقع در ۳۲ کیلومتری هنگ کنگ، هم کار می‌کردند و هم در آنجا می‌خوابیدند. هر صد نفر از آن‌ها تنها در یک اتاق زندگی می‌کردند و هر نفر حداقل لوازم شخصی را به همراه خود داشت و یک سطل برای شست‌وشوی لباس‌هایش. یک کارگر ۲۱ ساله چینی که روزانه ۱۵ ساعت به مدت یک ماه برای اپل کار کرده بود، تنها ۲۷ پوند (حدوداً برابر با یک میلیون پانصد هزار تومان در اواخر بهمن ۱۴۰۱) حقوق دریافت کرد.
شرایط وخیم کاری در کارخانه‌های چین در سال ۲۰۱۰ به دنبال خودکشی ۱۴ کارگر در فاکس‌کان، بزرگ‌ترین تولیدکننده محصولات اپل، در صدر خبرها قرار گرفت. در سال ۲۰۱۴ بر اساس تحقیق پنهانی برنامه پانورامای بی‌بی‌سی از شرایط بد کارگران در کارخانه‌های تولیدکننده محصولات اپل در چین ثابت شد که شرکت اپل در محافظت از کارگرانش کوتاهی کرده‌است. یافته‌های برنامه پانورامای بی‌بی‌سی نشان می‌دهد که استانداردهای مربوط به ساعت کار کارگران (شیفت‌های ۱۲، ۱۶ و حتی ۱۸ ساعته)، کارت شناسایی، محل اقامت کوچک سهیم شده با تعداد زیادی از پرسنل، جلسات کاری اجباری پیش و پس از ساعت کاری، اضافه کاری اجباری و بهره‌گیری از کارگران خردسال در پگاترون در حاشیه شانگهای نقض شده‌است. همچنین در سال ۲۰۱۱ اپل کارگران واحدهای تولیدی‌اش در چین را ملزم به دادن تعهدنامه‌ای کرد که در آن کارگران متعهد می‌شدند دست به خودکشی نزنند و چنانچه کارگری خود کشی کند، خانواده‌اش تنها می‌تواند حداقل میزان غرامتی که قانون تعیین کرده را دریافت کند.
همچنین برنامه پانوراما در جزیره جزیره بانگکا در اندونزی شواهدی یافته‌است که نشان می‌دهد مقادیری قلع که از معادن غیرقانونی بهره‌برداری می‌شود به چرخه تولید محصولات این شرکت راه پیدا کرده‌است. در این معادن کودکان با دست و در شرایطی بسیار خطرناک که در صورت فرو ریزی دیوارهای شنی یا گلی آن‌ها معدن‌کاران زنده زنده دفن خواهند شد، سنگ معدن قلع را بیرون می‌کشند.
وبسایت عصر ایران نوشت یک گروه هکری Swagg Security در اعتراض به نقض حقوق کارگران بخشی موفق به هک و نفوذ در سرورهای شرکت فاکس کان شده و اطلاعات پرسنل و از جمله مدیریت تری گو را به‌دست‌آورد.